# Adromischus subdistichus
Adromischus subdistichus là một loài thực vật có hoa trong họ Crassulaceae. Loài này được Makin ex Bruyns miêu tả khoa học đầu tiên năm 1992.